# Аленка (деревня)
Аленка — деревня в Елецком районе Липецкой области России. Входит в состав Архангельского сельского поселения

## География
Находится вблизи административной границы с Задонским районом Липецкой области, посёлком при станции Улусарка Тимирязевского сельсовета, являющимся  анклавом Задонского района на территории Елецкого района.
Имеет одну улицу: Садовая.

## Население
| 2010 |
| ---- |
| 21   |

## Инфраструктура
Личное подсобное хозяйство.
Основа экономики — сельское хозяйство.

## Транспорт
Деревня доступна автотранспортом. В соседнем посёлке находится станция Улусарка